# Coup de foudre (film, 1958)
Pour les articles homonymes, voir Coup de foudre (homonymie).
Pour plus de détails, voir Fiche technique et Distribution.
Coup de foudre (Amore a prima vista) est une comédie sentimentale hispano-italienne réalisée par Franco Rossi et sortie en 1958.

## Synopsis
Marina est la fille d'un riche producteur qui part en voyage en Espagne, en compagnie de sa secrétaire.

## Fiche technique
Sauf indication contraire, les informations mentionnées dans cette section peuvent être confirmées par la base de données cinématographiques IMDb,  présente dans la section « Liens externes ».
- Titre en français : Coup de foudre[1]
- Titre original italien : Amore a prima vista[2]
- Titre espagnol : Buenos días, amor
- Réalisation : Pasquale Squitieri
- Scénario :	Alfonso Balcázar, Alberto Albani Barbieri (it), Ugo Guerra (it), Giorgio Prosperi, Franco Rossi
- Photographie :	Alfredo Fraile
- Montage : Otello Colangeli
- Musique : Angelo Francesco Lavagnino
- Costumes : Maria Baronj (it), Asunción Bastida
- Production : Riccardo Whitby
- Société de production : Balcázar Producciones Cinematográficas, Enalpa Film
- Pays de production :  Italie -  Espagne
- Langue originale : Italien
- Format : Couleur par Eastmancolor - 2,35:1 - Son mono - 35 mm[2]
- Durée : 101 min (1 h 41[2])
- Genre : Comédie sentimentale[1]
- Dates de sortie :
  - Italie : 17 avril 1958
  - Espagne : 15 mai 1958 (Madrid)
  - France : 3 août 1960[1]

## Distribution
- Walter Chiari : Luigi
- Isabelle Corey : Marina
- Yvonne Monlaur : Elena
- Giacomo Furia : Clemente
- Rubén Rojo : Principe Carlos
- Manolo Morán : Pedro Suárez
- María Cuadra : María Jesús
- Raúl Cancio : Manolo
- Mary Lamar : La femme de Manolo
- Teresa del Río : La sœur de Carlos
- Irene López Heredia : La mère de Carlos